# 航空安全报告系统小组委员会
航空安全报告系统小组委员会隶属于美國航空咨询委员会（Aeronautics Advisory Committee），后者是美国国家航空航天局（NASA）咨询委员会下设的7个咨询委员会之一。该小组委员负责航空安全问题，在1986年1月的挑战者號事故后建立。是惟一一个美國国会授权的咨询委员会。